# Albiano d'Ivrea
Albiano d'Ivrea je obec v metropolitním městě Turín v italském regionu Piemont, asi 45 kilometrů severovýchodně od Turína.
Albiano d'Ivrea sousedí s obcemi: Bollengo, Ivrea, Palazzo Canavese, Piverone, Azeglio, Caravino a Vestignè. Ekonomika je většinou založena na produkci obilovin a pícnin.
Ve městě se nachází barokní kostel San Martino Vescovo di Tours.